# Кошелев, Николай Иванович (Герой Советского Союза)
Николай Иванович Кошелев (1916—1943) — лейтенант Рабоче-крестьянской Красной Армии, участник Великой Отечественной войны, Герой Советского Союза (1944).

## Биография
Николай Кошелев родился 25 декабря 1916 года в посёлке Дмитриевский (ныне — город Макеевка в Донецкой Народной Республике). Учился в школе I-III ступеней №21. После окончания школы фабрично-заводского ученичества работал в машинно-тракторной станции в Кашкадарьинской области Узбекской ССР. В 1932—1934 годах служил в Рабоче-крестьянской Красной Армии. В июне 1941 года Кошелев повторно был призван в армию. В 1943 году он окончил Харьковское танковое училище. С июня того же года — на фронтах Великой Отечественной войны, командовал танковой ротой 248-го отдельного танкового полка 21-й армии Западного фронта. Отличился во время освобождения Смоленской области.

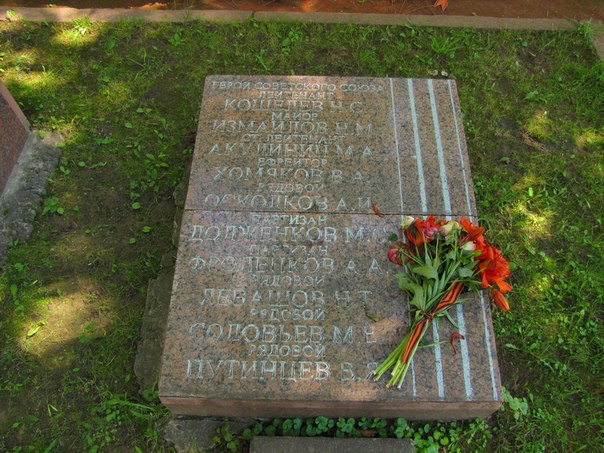
Могила Кошелева в Ельне

В период с 7 августа по 16 сентября 1943 года Кошелев неоднократно отличался в боях под Ельней. Так, в районе деревни Делячино, когда его танк был подбит, продолжал сражаться, уничтожив 2 танка, 3 противотанковых орудия и большое количество солдат и офицеров. В бою за деревню Жданово Кошелев уничтожил 3 танка, 1 самоходное артиллерийское орудие, 2 противотанковых орудия, 1 дот, 1 дзот, 4 пулемёта, около 30 солдат и офицеров противника. Во время боя за деревню Вава танк Кошелева вновь был подбит, но экипаж продолжал сражаться. 16 сентября 1943 года, когда танк Кошелева был пробит в нескольких местах и погиб весь экипаж, Кошелев выбрался из горящего танка и продолжил сражаться в рядах пехоты, погибнув в бою. Похоронен в братской могиле в Ельне.
Указом Президиума Верховного Совета СССР от 10 марта 1944 года за «образцовое выполнение боевых заданий командования на фронте борьбы с немецкими захватчиками и проявленные при этом мужество и героизм» лейтенант Николай Кошелев посмертно был удостоен высокого звания Героя Советского Союза. Также был награждён орденами Ленина, Красного Знамени, Отечественной войны 2-й степени.